# Якуби, Мухаммад
Великий аятолла Мухаммад Муса Якуби (араб. محمد اليعقوبي‎; род. сентябрь 1960) — один из самых молодых шиитских марджа, живущий в Ираке. Своими сторонниками определяется как «высший религиозный авторитет всех мусульман».